# Temisto (satélite)
Temisto o Júpiter XVIII es un satélite irregular de Júpiter. Es el único miembro de su grupo. Fue descubierto en 1975 (su designación temporal era S/1975 J 1), pero fue «perdido» antes que su órbita pudiera ser establecida con precisión. Fue recuperado 25 años más tarde, el 21 de noviembre de 2000 (S/2000 J 1) por Scott S. Sheppard, David C. Jewitt, Yanga R. Fernández y Eugene (Gene) A. Magnier.

## Características
Este satélite irregular parece ser un caso intermedio (y único) en distancia (más de 7,000,000 km) e inclinación (43°) entre las lunas galileanas y el Grupo de Himalia. Recupera su nombre de una de las cincuenta Nereidas.